# 리본

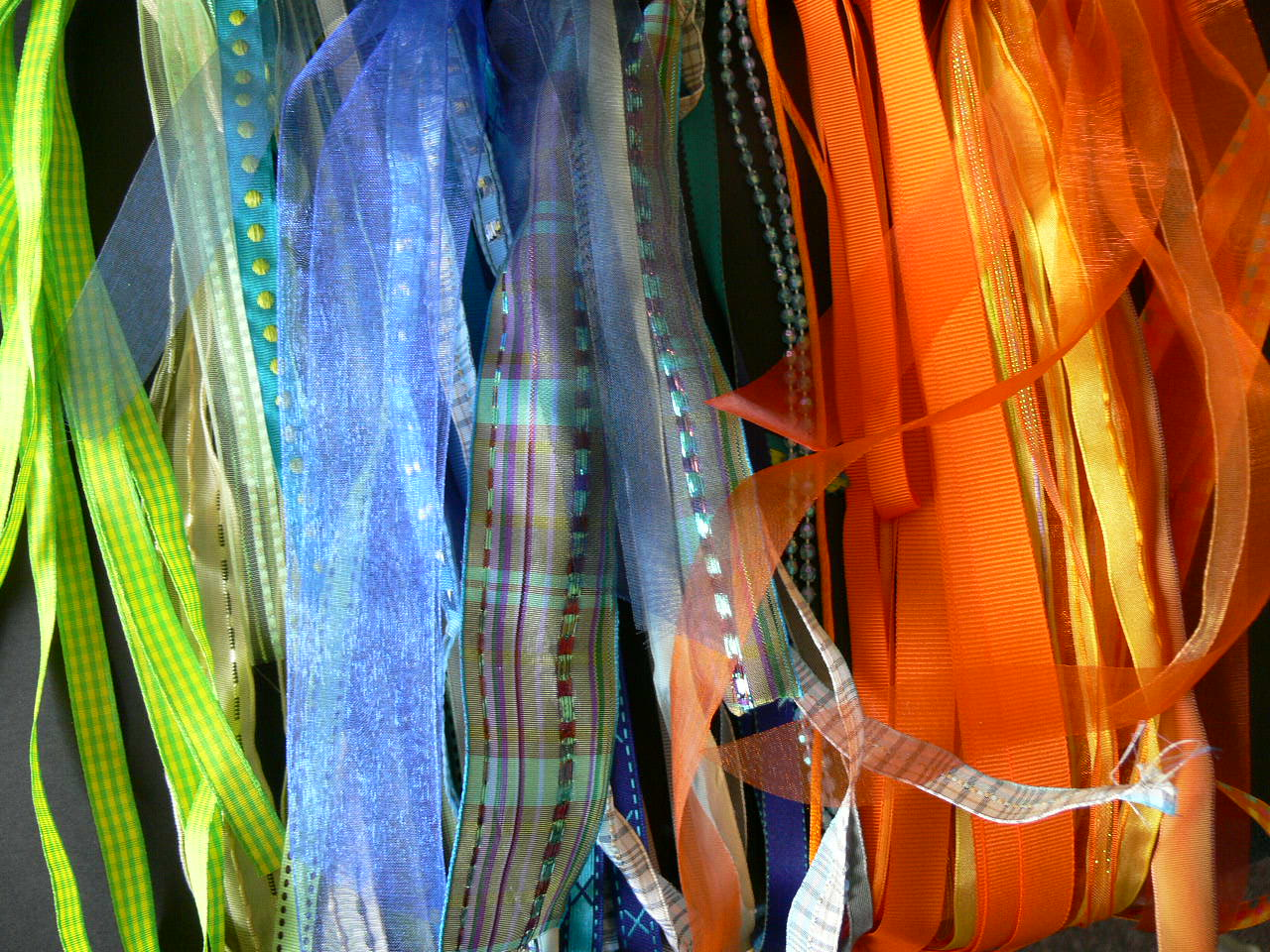
리본

리본(ribbon, 문화어: 리봉, 댕기, 꽃댕기)은 부드러운 재질로 만들어진 얇은 띠이다.
보통 천으로 만드는 경우가 많으나 용도에 따라 플라스틱이나 금속으로도 만들 수 있다. 천으로 만드는 리본 제작에는 주로 비단이 사용되며, 의상에 따라붙는 장식용으로 사용되는 경우가 흔하다. 그러나 의상용 외에도 문화에 따라 다양한 용도가 있다.

## 용어
리본(ribbon)이라는 낱말은 중세 영어 ribban 또는 riban에서 비롯된 것이며, 이는 고대 프랑스어 ruban에서 비롯되었고 이는 독일어 기원으로 추정된다.

## 같이 보기
- 인식 리본
- 리본 매듭
- 리본 (리듬 체조)